# Auguste Gathy
Auguste Gathy, född 14 maj 1800 i Liège, död 8 april 1858 i Paris, var en belgisk musikolog.
Gathy var först bokhandlare i Hamburg, 1828–1830 elev till Friedrich Schneider i Dessau och levde 1830–1841 i Hamburg såsom redaktör för "Musikalisches Conversationsblatt". År 1841 flyttade han till Paris. Hans Musikalisches Conversationslexikon (1835; tredje upplagan 1871) var länge i gedigenhet oöverträffat bland lexikografiska arbeten med samma inskränkta omfång.